# Orientalia Christiana Periodica
Orientalia Christiana Periodica – czasopismo o charakterze międzynarodowym dotyczące historii, teologii, patrystyki, liturgiki, prawa kanonicznego Kościołów Wschodnich. Ukazuje się jako rocznik od 1935 roku w Rzymie. Zamieszcza artykuły, recenzje, bibliografie. Wydawcą jest Papieski Instytut Wschodni. Publikacje zamieszczane są w języku łacińskim, włoskim, francuskim i niemieckim.